# 185 (álbum)
<185> (1981) es el segundo álbum de la banda estadounidense de avant-prog The Muffins, lanzado poco antes de su primera separación.
Con la producción de Fred Frith, el grupo abandona el toque jazz de Manna/Mirage para un sonido más cercano al post-punk, similar al del propio Frith en álbumes de la época como Speechless (también de 1981). En 1996 fue reeditado en CD con siete de los 10 temas originales, en versiones remezcladas y tomas alternativas.

## Lista de canciones
1. «Angle Dance»
2. «Antidote To Drydock»
3. «Zoom Resume»
4. «Horsebones»
5. «Subduction»
6. «Dream Beat»
7. «Under Dali's Wing»
8. «These Castle Children»
9. «Queenside»
10. «Street Dogs»
11. «Angle Dance» (Bonus Track)
12. «Antidote To Drydock» (Bonus Track)
13. «Zoom Resume» (Bonus Track)
14. «Horsebones» (Bonus Track)
15. «Under Dali's Wing» (Bonus Track)
16. «Queenside» (Bonus Track)
17. «These Castle Children» (Bonus Track)

## Personal
The Muffins
- Dave Newhouse – teclados, vientos, percusión
- Tom Scott – vientos, percusión
- Billy Swann – voz, guitarra, bajo, percusión
- Paul Sears – voz, vientos, batería, percusión

Personal adicional
- Fred Frith – productor, piano preparado, violín y guitarra
- Dave Golub – clarinete y voz
- George Daoust – voz
- Bill Mc Cullough – ingeniero de sonido